# Grzegorz Mermer
Grzegorz Mermer (ur. 13 lipca 1971 w Sanoku) – polski hokeista.
Jego brat Maciej (ur. 1978) także został hokeistą.

## Kariera
- Stal Sanok STS Sanok / SKH Sanok (-1999)

Rozpoczął treningi hokejowe jako uczeń Szkoły Podstawowej nr 7 w Sanoku. Jego hokejowym wychowawcą w klubie Stali Sanok był Tadeusz Garb. Wraz z młodzieżową drużyną Stali kierowaną przez Tadeusza Glimasa w lutym 1985 awansował do finału rozgrywanej w Sanoku XII Ogólnopolskiej Zimowej Spartakiady Młodzieży. Ukończył Zasadniczą Szkołę Zawodową Sanockiej Fabryki Autobusów w zawodzie frezera. Przez całą karierę był związany z macierzystym klubem z Sanoka, po przekształceniu Stali w STS Sanok. W trakcie debiutanckiego sezonu I ligi 1992/1993 wystąpił 20 listopada 1992 w meczu przeciw zespołowi „Russian Stars”, w składzie z byłymi gwiazdami reprezentacji ZSRR, który drużyna STS wygrała 5:4, a Mermer zdobył w nim dwa gole. Po sezonie 1998/1999 odszedł z drużyny STS. Później powrócił do treningów w składzie SKH Sanok, którego był zawodnikiem do 2002.

## Osiągnięcia i wyróżnienia
Sukcesy klubowe
- Awans do I ligi: 1992 z STS Sanok[10]

Indywidualne
- II liga polska w hokeju na lodzie (1991/1992):
  - Piąte miejsce w klasyfikacji strzelców, asystentów i kanadyjskiej w drużynie STS w sezonie zasadniczym: 12 punktów (8 goli i 4 asysty)[11]

Wyróżnienia
- Pierwsze miejsce w plebiscycie dla najpopularniejszego sportowca Sanoka: 1996[12][13][14]

## Inna działalność
W wyborach samorządowych 1998 bez powodzenia kandydował do Rady Powiatu Sanockiego z listy Akcji Wyborczej Solidarność.